# كيث إدواردز (لاعب دوري الرغبي)
كيث إدواردز (بالإنجليزية: Keith Edwards)‏ هو لاعب دوري الرغبي أسترالي، ولد في 1947 في Kingsford, New South Wales ‏ في أستراليا.